# Samopše
Samopše är en ort i Tjeckien.   Den ligger i regionen Mellersta Böhmen, i den centrala delen av landet, 40 km sydost om huvudstaden Prag. Samopše ligger 350 meter över havet och antalet invånare är 113.
Terrängen runt Samopše är platt åt nordost, men åt sydväst är den kuperad. Samopše ligger nere i en dal. Runt Samopše är det ganska glesbefolkat, med 48 invånare per kvadratkilometer. Närmaste större samhälle är Benešov, 19,5 km sydväst om Samopše. I omgivningarna runt Samopše växer i huvudsak blandskog.